# Il canto del cigno (Crispin)
Il canto del cigno (Swan Song) è un romanzo giallo del 1947 di Edmund
Crispin, il quarto appartenente alla serie con protagonista il professore di Oxford e investigatore dilettante Gervase Fen.

## Trama
La Seconda guerra mondiale è appena finita, e ad Oxford si sta per allestire la prima ripresa della monumentale opera di Wagner I Maestri Cantori, sospesa in periodo di guerra perché molto ammirata da Hitler. La produzione è molto complessa, e ci sono inevitabili tensioni tra i membri del cast, ma nessuno di loro attira su di sé tanti odii quanto il protagonista Edwin Shorthouse: alcolizzato cronico, con la tendenza ad allungare le mani sulle colleghe, e spesso in contrasto con il bravissimo direttore d'orchestra Peacock. Ma di certo non sembra una persona incline al suicidio: quando quindi viene trovato impiccato nel proprio camerino, appare difficile credere che lo abbia fatto di propria mano. Solo che nella mezz'ora tra l'ultima volta che qualcuno ci ha parlato e la scoperta del cadavere, un irreprensibile testimone può giurare che nessuno è entrato o uscito dal suo camerino, che non ha altri punti d'accesso.
Quando però anche il giovane Boris Stapleton viene trovato morto dopo essere stato male per giorni, l'eccentrico professore Gervase Fen, presente alle prove dell'opera per amicizia con uno degli altri cantanti, Adam Langley, inizia ad indagare sui piccoli aspetti che non combaciano: chi ha aggredito la moglie di Langley, la scrittrice Elizabeth Harding, e perché? Cosa c'entrano i barbiturici di cui è stata vista in possesso la cantante Joan Davis? E se assassinio c'è stato, come è avvenuto nel caso dell'impiccagione di Shorthouse? Uno dei più intricati rompicapi nell'intera carriera investigativa del professor Fen!

## Personaggi principali
- Gervase Fen, professore di letteratura a Oxford e investigatore dilettante
- Adam Langley, cantante d'opera
- Elizabeth Harding, scrittrice e sua moglie
- Edwin Shorthouse, cantante d'opera
- Joan Davis, cantante d'opera
- Charles Shorthouse, fratello di Edwin e compositore
- George Peacock, direttore d'orchestra
- Karl Wolzogen, regista e profugo tedesco
- Judith Haynes, giovane corista
- Boris Stapleton, giovanotto innamorato di Judith
- Furbelow, custode
- Mudge, ispettore di polizia

## Edizioni italiane
- Il canto del cigno, traduzione di Mauro Boncompagni, collana I classici del Giallo Mondadori n. 1016, Arnoldo Mondadori Editore, luglio 2004, pp. 214.